# Návrat do akce
Návrat do akce (v anglickém originále Back in Action) je americká akční komedie z roku 2025, kterou režíroval Seth Gordon podle scénáře, který napsal společně s Brendanem O'Brienem. Ve filmu hrají Jamie Foxx, Cameron Diaz, Andrew Scott, Jamie Demetriou, Kyle Chandler a Glenn Close. Film byl uveden společností Netflix 17. ledna 2025.

## Děj
Agenti CIA Matt a těhotná Emily mají získat zařízení ICS Key, které dokáže ovládat elektronické systémy, od bývalého polského agenta Gora. Po úspěšné misi jsou během letu zrazeni posádkou letadla, ale útok přežijí a jdou do utajení.
O 15 let později žijí s dětmi Leem a Alicí pod falešnou identitou v Atlantě. Když jejich rvačku v klubu zachytí video, jsou znovu odhaleni. Jejich bývalý přítel Chuck, který je považoval za mrtvé a byl kvůli nim vyhozen z CIA, je postřelen při pokusu je varovat před Gorovou skupinou Volka.
Matt s rodinou uprchnou do Anglie na venkovské sídlo Ginny, Emilyiny matky a bývalé ostřelovačky MI6. Pronásledují je jak Volka, tak MI6 vedená Emilyiným ex-přítelem Baronem. Rodiče musí dětem přiznat svou špionážní minulost.
Když Volka zaútočí na sídlo a získá ICS Key, Chuck - který touží po odplatě za své vyhození z CIA - unese děti. Klíč chce prodat během dražby v londýnské galerii Tate Modern. Jeho tým ukáže sílu klíče krátkým výpadkem elektřiny a otevřením protipovodňových vrat na Temži.
Matt, Emily a Ginny se spojí, zachrání děti a získají zpět ICS Key. Chuck je ponechán na lodi, která narazí do zavírané bariéry – jeho tělo ale není nalezeno. Rodina se usmíří s Ginny a při fotbalovém zápase Alice se objevuje Baron s varováním, že Chuck může být stále naživu. Navrhuje zapojit do akce i Emilyina otce.